# In Our Time (recueil)
Pour les articles homonymes, voir In Our Time.

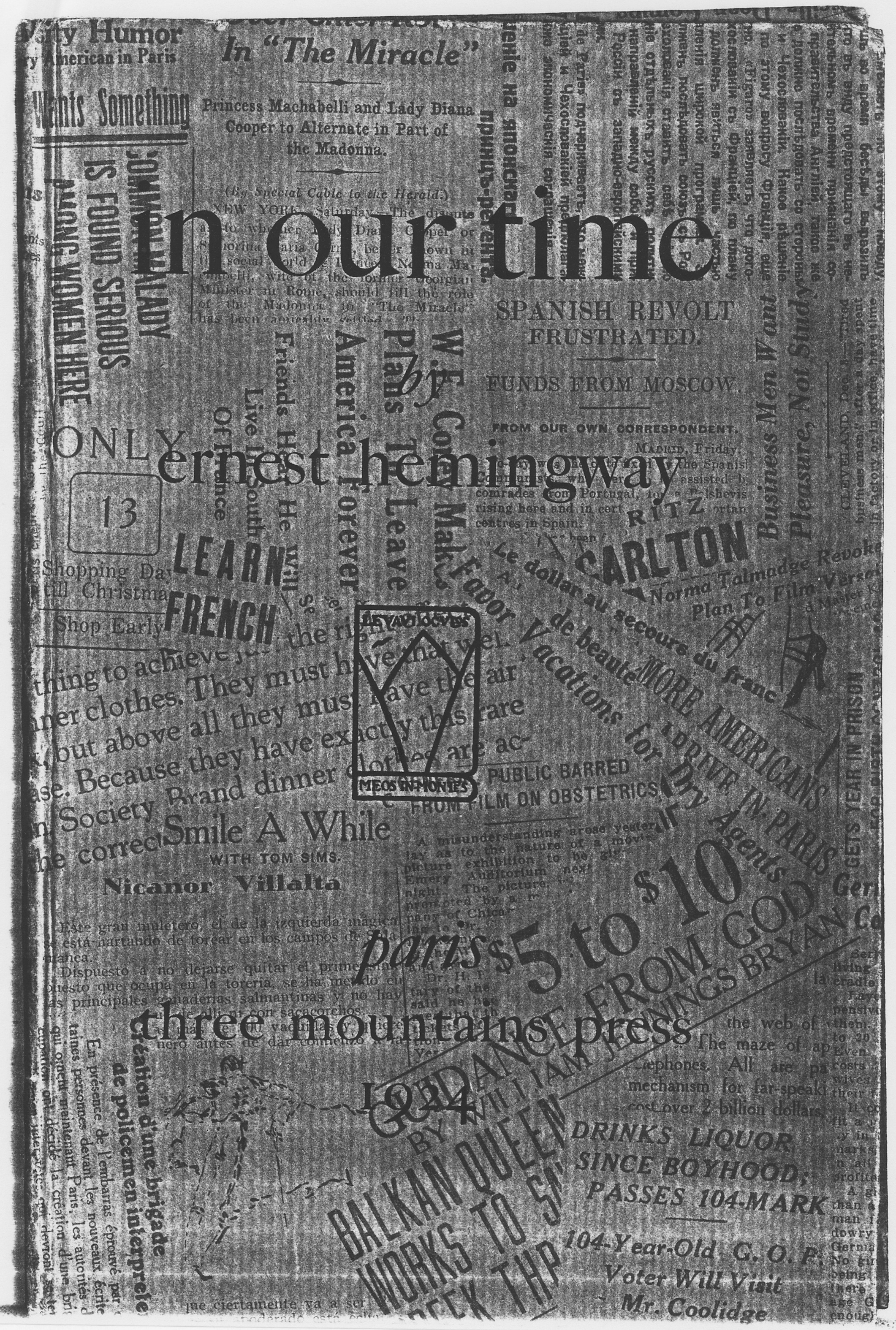
Couverture du recueil In Our Time.

In Our Time (« De nos jours ») est le premier recueil de nouvelles d'Ernest Hemingway, publié par Boni & Liveright à New York en 1925. Son titre est tiré du livre de la prière commune.
Le recueil commence avec six vignettes (en) commandées par Ezra Pound pour une édition de 1923 de The Little Review. Hemingway en ajoute douze autres et en 1924 les compile dans in our time (avec une minuscule au titre) imprimé à Paris. Les chapitres comprennent des descriptions de faits de guerre, de la tauromachie et des événements contemporains qui ne portaient pas encore de titre à la première publication.
L'édition de 1925 contient 14 nouvelles dont Le Village indien et La Grande Rivière au cœur double, deux de ses histoires les plus connues du personnage Nick Adams. Leurs thèmes — l'aliénation, la perte, le deuil, la séparation — continuent le travail commencé avec les six vignettes originales. Il écrit Sur le quai de Smyrne (en) pour l'édition de 1930 de Scribner.
Hemingway a admis que l'histoire de la publication du recueil est complexe et difficile à comprendre. Son biographe Michael Reynolds décrit comme le plus déroutant des canons de Hemingway, au point que « toute analyse sera viciée ». Lors de sa parution, le recueil est reconnu comme un développement significatif dans la domaine de la fiction. Il est connu pour son langage particulier et sa représentation de l'émotion, réalisé grâce à un style plus tard appelé la théorie d'omission de Hemingway, la théorie Iceberg (en).